# Lebensgier
Lebensgier (Originaltitel: Human Desire) ist ein US-amerikanisches Filmdrama von Fritz Lang aus dem Jahr 1954. Als Vorlage diente ein Roman von Émile Zola. Die Musik stammt von Daniele Amfitheatrof. In den Hauptrollen sind Glenn Ford und Gloria Grahame zu sehen.

## Handlung
Jeff Warren kehrt nach mehreren Jahren aus dem Koreakrieg zurück und arbeitet erneut bei der Eisenbahn. Er verliebt sich in die junge Vicky, die Frau von Buckley, ebenfalls ein Eisenbahner. Als Buckley nach einem Streit mit seinem Vorgesetzten die Kündigung erhält, überredet er Vicky, dass sie mit dem Firmenchef Owens redet, da diese ihn von früher kennt. Tatsächlich wird die Kündigung zurückgenommen.
Doch als Buckley herausfindet, dass Vicky mit Owens geschlafen hat, gerät Buckley in Rage. Er lockt Owens in eine Falle und tötet ihn während einer Zugfahrt. Warren beginnt eine Beziehung mit Vicky; diese versucht ihn zu überreden, ihren Ehemann zu töten. Doch als er eine Gelegenheit zum Mord hat, nutzt er sie nicht und trennt sich von Vicky. Diese wiederum verlässt ihren Mann und reist mit dem Zug ab, wird aber von ihm verfolgt und getötet.

## Hintergrund
Es handelt sich um einen von Columbia Pictures produzierten späten Film noir von Metropolis-Regisseur Fritz Lang, der den Stoff aus Émile Zolas Roman La Bête Humaine für seinen Film in die 1950er Jahre der USA verlegte. Bereits im Jahr 1938 hatte Jean Renoir den Roman unter dem Titel Bestie Mensch verfilmt.
In Deutschland kam der Film am 3. November 1954 in die Kinos. Am 17. September 1966 wurde er erstmals im deutschen Fernsehen ausgestrahlt.

## Kritiken
„Die vordergründige Kriminalgeschichte mit perfekt gesteigerter Spannung wird durch die meisterhafte Bildsprache zu einem pessimistischen Gleichnis über die Sehnsucht nach Geborgenheit und einer aufrichtigen Beziehung zwischen Mann und Frau verdichtet“, befand das Lexikon des internationalen Films. Cinema meinte, dass der Film „sicher nicht zu Langs Meisterwerken“ gehöre, jedoch „die stimmungsvollen, düsteren Bilder und die anrührend spielende Gloria Grahame“ den Film sehenswert machten.

## Weitere Verfilmungen
Weitere Verfilmungen der Vorlage von Zola sind:
- Die Bestie im Menschen, deutscher Stummfilm aus dem Jahr 1920 von Ludwig Wolff
- Bestie Mensch (Originaltitel: La Bête Humaine), französischer Film aus dem Jahr 1938 von Jean Renoir
- La Bestia humana, argentinischer Film von 1954 von Daniel Tinayre
- Cruel Train, britischer Fernsehfilm aus dem Jahr 1995 von Malcolm McKay